# Ongon járás
Ongon járás (mongol nyelven: Онгон сум) Mongólia Szühebátor tartományának egyik járása. Területe 6500 km². Népessége kb. 4100 fő.
Székhelye, Ih bulag (Их булаг) 170 km-re fekszik Barún-Urt tartományi székhelytől.